# Cedarville (Illinois)
Pour les articles homonymes, voir Cedarville.
Cedarville est un village du comté de Stephenson, dans l'Illinois, aux États-Unis. Il est incorporé le 1er août 1894. Lors du recensement de 2010, le village comptait une population de 741 habitants.

## Personnalité liée à Cedarville
- Jane Addams, Prix Nobel de la paix (1931)

## Source de la traduction
- (en) Cet article est partiellement ou en totalité issu de l’article de Wikipédia en anglais intitulé « Cedarville, Illinois » (voir la liste des auteurs).